# Citizens for Undead Rights and Equality
Citizens for Undead Rights and Equality (också känt som CURE) är ett brittiskt skämtparti Partiet grundades på grund av missnöje och alienation med de etablerade partierna, och med ambitionen att driva med dem och deras väljare. Partiet ställde upp med fyra kandidater i valet 2010 och fick totalt 317 röster. Bäst gick det i distriktet Hitchin och Harpenden där de fick 108 röster (0,2%).

## Politik
- Höja pensionsåldern till bortom döden.
- Att finna ett botemedel mot zombiebett och ge samma rättigheter till odöda som levande människor.[3]
- Tillåt äktenskap mellan levande och odöda.